# Mistrzostwa świata do lat 18 w hokeju na lodzie mężczyzn 2023
24. Mistrzostwa Świata do lat 18 w Hokeju na Lodzie odbyły się w dniach od 20 do 30 kwietnia 2023 r. w szwajcarskich miastach Bazylea i Porrentruy. To były trzecie mistrzostwa rozgrywane w Szwajcarii.

## Elita
| Lp. | Drużyna           |
| --- | ----------------- |
|     | Stany Zjednoczone |
|     | Szwecja           |
|     | Kanada            |
| 4   | Słowacja          |
| 5   | Finlandia         |
| 6   | Szwajcaria        |
| 7   | Czechy            |
| 8   | Łotwa             |
| 9   | Norwegia          |
| 10  | Niemcy            |

W tej części mistrzostw uczestniczyło 10 najlepszych drużyn na świecie. System rozgrywania meczów jest inny niż w niższych dywizjach. Najpierw drużyny grały w dwóch grupach preeliminacyjnych, każda po 5 drużyn. Spośród nich najlepsze cztery drużyny bezpośrednio awansowały do ćwierćfinałów. Najgorsze dwie drużyny każdej z grup walczyły w meczach między sobą o utrzymanie w elicie. Drużyna, która przegrała dwukrotnie spadła do I Dywizji.

## Pierwsza dywizja
Grupa A
| Lp. | Drużyna    |
| --- | ---------- |
| 1   | Kazachstan |
| 2   | Dania      |
| 3   | Japonia    |
| 4   | Węgry      |
| 5   | Ukraina    |
| 6   | Francja    |

Grupa B
| Lp. | Drużyna          |
| --- | ---------------- |
| 1   | Austria          |
| 2   | Słowenia         |
| 3   | Włochy           |
| 4   | Korea Południowa |
| 5   | Estonia          |
| 6   | Polska           |

W mistrzostwach pierwszej dywizji brało udział 12 zespołów, które podzielono na dwie grupy po 6 zespołów. Rozegrały mecze systemem każdy z każdym. Zwycięzca turnieju grupy A awansował do mistrzostw świata elity w 2024 roku, zaś najsłabsza drużyna grupy B spadła do drugiej dywizji.
Grupa A rozegrała swoje mecze we francuskim Angers w dniach 23–29 kwietnia 2023 roku.
Grupa B rozegrała swoje mecze w słoweńskim Bledzie w dniach 10–16 kwietnia 2023 roku.

## Druga dywizja
Grupa A
| Lp. | Drużyna         |
| --- | --------------- |
| 1   | Litwa           |
| 2   | Chorwacja       |
| 3   | Wielka Brytania |
| 4   | Serbia          |
| 5   | Rumunia         |
| 6   | Hiszpania       |

Grupa B
| Lp. | Drużyna         |
| --- | --------------- |
| 1   | Holandia        |
| 2   | Chiny           |
| 3   | Chińskie Tajpej |
| 4   | Bułgaria        |
| 5   | Australia       |
| 6   | Belgia          |

W mistrzostwach drugiej dywizji uczestniczyło 12 zespołów, które podzielono na dwie grupy po 6 zespołów. Rozgrywały one mecze systemem każdy z każdym. Zwycięzca turnieju grupy A awansował do mistrzostw świata pierwszej dywizji w 2024 roku, zaś najsłabsza drużyna grupy B spadła do trzeciej dywizji.
Grupa A rozegrała swoje mecze w stolicy Serbii Belgradzie w dniach 9–15 kwietnia 2023 roku.
Grupa B rozegrała swoje mecze w stolicy Bułgarii Sofii w dniach 27 marca – 2 kwietnia 2023 roku.

## Trzecia dywizja
Grupa A
| Lp. | Drużyna              |
| --- | -------------------- |
| 1   | Izrael               |
| 2   | Islandia             |
| 3   | Turcja               |
| 4   | Meksyk               |
| 5   | Bośnia i Hercegowina |
| 6   | Luksemburg           |

Grupa B
| Lp. | Drużyna           |
| --- | ----------------- |
| 1   | Nowa Zelandia     |
| 2   | Hongkong          |
| 3   | Tajlandia         |
| 4   | Południowa Afryka |

W mistrzostwach trzeciej dywizji uczestniczyło 10 zespołów, które zostały podzielone na dwie grupy po 6 i 4 zespoły. Rozgrywały mecze systemem każdy z każdym. Zwycięzca turnieju grupy A awansował do mistrzostw świata drugiej dywizji w 2024 roku, zaś zwycięska drużyna grupy B w przyszłym sezonie będzie występować w grupie A.
Grupa A rozegrała swoje mecze w stolicy Islandii Reykjavíku w dniach 12–18 marca 2023 roku.
Grupa B rozegrała swoje mecze w południowoafrykańskim Kapsztadzie w dniach 13–16 marca 2023 roku.